# Nowy Dwór (Orneta)
Pour l’article homonyme, voir Nowy Dwór.
Nowy Dwór est un village polonais de la voïvodie de Varmie-Mazurie, dans le powiat de Lidzbark.

## Histoire
De 1818 à 1945, Neuhof fait partie de l'arrondissement de Braunsberg dans le district de Königsberg de la province de Prusse-Orientale.